# 英國脫歐談判
2017年至2019年期間，英國和歐盟代表就英國脫歐條款進行談判，即英國計劃退出歐盟。這些談判是在英國國會於2016年6月23日舉行去留歐盟公投後決定援引《歐盟條約》第50條後展開的。
談判期於2017年3月29日開始，當時英國根據第50條送達退出歐盟的通知。隨後計劃於2019年3月29日，即第50條規定的通知日期兩年後正式退出歐盟。
談判於2017年6月19日正式開始，英國退出歐洲聯盟事務大臣戴德偉會見歐盟首席談判代表米歇爾·巴尼耶。他們開始討論脫歐協議，包括過渡期條款和未來英國與歐盟關係的目標大綱。
2019年3月和4月，英國首相文翠珊和欧洲联盟理事会同意將英國脫歐日期延至2019年10月31日。
文翠珊於2019年6月7日辭去執政保守黨黨魁的職務，7月23日，鮑里斯·約翰遜當選為其繼任人。約翰遜內閣與歐盟同意於2019年8月28日恢復定期會議討論脫歐協議，但英國提出必須取消愛爾蘭邊境保障措施的先決條件，歐盟則表示不會接受。
2019年10月，約翰遜與李歐·瓦拉德卡（愛爾蘭總理）進行雙邊會談後，英國和歐盟同意修訂後的協議，取代上述的保障措施。在新的北愛爾蘭議定書中，整個英國作為單一關稅區退出歐盟關稅同盟。北愛爾蘭將被納入英國未來的任何貿易協議中，但它仍然是歐盟關稅同盟的切入點，在北愛爾蘭和英國之間建立事實上的海關邊界。2019年英國大選後，保守黨獲得多數議席，脫歐協議法案及其時限動議在下議院一讀通過。
該協議於2020年1月23日獲英國批准，並於1月29日獲歐盟批准，亦確認英國按計劃於2020年1月31日退出歐盟時，脫歐協議已經生效。
脫歐後，英國與歐盟之間進行貿易談判，最終於2020年12月30日簽署英歐貿易合作協定。

## 外部連結
- UK Parliament – Brexit News （页面存档备份，存于）
- Gov.UK – Department for Exiting the European Union （页面存档备份，存于）
- UK Government – "Plan for Britain" website
- Europa (EU official website) – UK – Brexit – overview （页面存档备份，存于）
- European Commission – Brexit negotiations website （页面存档备份，存于）
- European Commission – list of published negotiating documents （页面存档备份，存于）
- European Commission – Preparedness notices （页面存档备份，存于）
- Brexit, EC, CEU Timeline and list of key documents for Brexit negotiations （页面存档备份，存于）
- The Principle of Loyalty in EU Law, 2014, by Marcus Klamert, Legal Officer, European Commission （页面存档备份，存于）
- Resource page and commentary by David Allen Green
- Exchange Rates UK - Brexit Timeline With Chart for Impact on Pound Sterling （页面存档备份，存于）
- Explanatory Memorandum for the Withdrawal of the United Kingdom from the European Union (Consequential Provisions) Bill 2019 introduced by the Irish government in the legislature （页面存档备份，存于） (Oireachtas)